# Бій під Радовичами
Бій під Радовичами — бій між силами УПА та військами Третього Райху і польською допоміжною поліцією, що відбувся з 7 по 9 вересня 1943 року під с. Радовичі Турійського району Волинської області.
У бою брали участь дев’ять сотень УПА, понад 1000 повстанців, та близько 2000 гітлерівців. Це був один з найбільших боїв УПА на Волині. 

## Передумови
Під час Другої світової війни Турійський район був центром кривавого українсько-польського етнічного конфлікту. 
На початку вересня 1943 року в цьому районі підрозділи УПА вели бої з польськими загонами Армії Крайової та базами польської самооборони. Для операції проти поляків було виділено кілька куренів групи УПА "Турів", якими керував Олекса Шум.
7 вересня 1943 року відбувся похід УПА в сусіднє село Засмики, де знаходилася база польської самооборони. Німецька військова частина, розквартирована в Ковелі, в рамках антипартизанських акцій прямувала здійснювати каральні операції проти УПА, і натрапила на з'єднання «Вовчака», що призвело до бою під Радовичами.

## Перебіг бою
У місці ведення українсько-польських боїв 7 вересня з'явилися гітлерівські армійські підрозділи. Спершу рота Вермахту несподівано натрапила на засідки, організовані сотнями Леоніда Повідзона «Байди» та Тихона Зінчука «Кубика». 
Під час першого бою німці втратили 5 убитими й 11 полоненими.
8 вересня гітлерівці відправили каральну експедицію із Ковеля в силі батальйону піхоти (470 вояків) і трьох броньованих машин та бронепоїзда. Розпочалися запеклі бої з використання з обох боків артилерії.
У боях брало участь дев'ять сотень УПА — курінь Олексія Громадюка, курені «Щуки» і «Яреми», а також вишкільна сотня артилерії під командою «Розважного», сотня «Запорожця» та ін. — всього понад 1000 повстанців під загальним керівництвом Олекси Шума. Повстанці здобули 59 одиниць зброї, убили начебто 208 противників, за свідченням учасника бою В. Новака «Крилатого».

## Наслідки
Ветерани польського підпілля стверджують, що в цьому бою Вермахт втратив лише 26 своїх солдатів, вказують на те, що тіла гітлерівців були сильно помордовані. Проте навряд в такому бою у повстанців була можливість знущатися над трупами.
Помордованими могли бути хіба що 11 гітлерівців, захоплених 7 вересня в полон. Припустивши, що вбитих 8-9 вересня було стільки ж, скільки захоплено зброї (59 чоловік) і додати до цього числа 11 убитих полонених і 5 убитих напередодні, то вийде доволі вірогідне число — 75 чоловік. Враховуючи, що німці атакували на незнайомій території, вони цілком могли втратити стільки людей за три дні.
Запеклі бої з використанням артилерії тривали дві доби. Ворожий бронепоїзд було пошкоджено, загинуло 75 гітлерівців, чимало поранено. Вояки УПА мали тактичну перевагу, але були гірше озброєні, тож увечері 9 вересня відійшли вглиб лісового масиву.
Із боку УПА в бою під с. Радовичами загинуло 40 вояків, 3 поранено, здобуто багато трофейної зброї. Налякані поразкою нацисти, боячись штурму УПА залізничного вузла м. Ковель, ввели у місті особливий стан.